# Statut d'autonomie de l'Estrémadure de 2011
Lire en ligne

boe.es

Statut de 1983
La loi organique 1/2011, du 28 janvier, portant réforme du statut d'autonomie de la communauté autonome d'Estrémadure (en espagnol : Ley Orgánica 1/2011, de 28 de enero, de reforma del Estatuto de Autonomía de la Comunidad Autónoma de Extremadura), plus couramment appelée statut d'autonomie de l'Estrémadure de 2011 (en espagnol : Estatuto de Autonomía de Extremadura de 2011), est une loi organique espagnole qui constitue le deuxième et actuel statut d'autonomie de la communauté autonome de l'Estrémadure.

## Cadre
La Constitution du royaume d'Espagne du 27 décembre 1978 reconnaît « et garantit le droit à l'autonomie des nationalités et des régions qui la composent ».
Dans son article 143, elle dispose que « Dans l'exercice du droit à l'autonomie reconnu à l'article 2 [...], les provinces constituant une entité régionale historique pourront accéder à l'autogouvernement et se constituer en communautés autonomes conformément aux dispositions [...] de leurs statuts respectifs. ». L'article 147 précise que « les statuts sont la norme institutionnelle fondamentale de chaque communauté autonome et l'État les reconnaît et les protège comme partie intégrante de son ordre juridique. ».

## Historique

### Élaboration du projet
En septembre 2007, le gouvernement estrémègne crée une commission d'experts pour l'étude et l'analyse des questions liées à la réforme du statut d'autonomie et au financement des communautés autonomes. Placée sous la présidence de l'ancien ministre Alberto Oliart, elle comprend 13 membres au total. L'Assemblée crée un mois après la commission non-permanente de réforme du statut d'autonomie. Le rapport de la commission Oliart arrive le 29 mars 2008 à l'Assemblée et est transmis à la commission parlementaire,.
Le rapport de la commission parlementaire est publié le 9 septembre 2009, après plus de deux ans de travaux. L'Assemblée l'adopte le lendemain à l'unanimité et désigne une délégation de trois personnes pour le défendre à Madrid : le président de la Junte Guillermo Fernández Vara, le chef de l'opposition José Antonio Monago et le porte-parole parlementaire socialiste Ignacio Sánchez Amor.
Il introduit comme principaux changements l'apparition du Défenseur du peuple (Personero de lo Común), la protection des ressources en eau, les délais pour le remboursement de la « dette historique » (le déficit d'investissement de l'État par rapport à la moyenne nationale depuis le début de la décentralisation en 1983) et l'obligation pour le gouvernement central de compléter les investissements régionaux à hauteur de 1 % du PIB de la communauté autonome.

### Adoption
Le projet de réforme statutaire est pris en considération par le Congrès des députés le 20 novembre 2009 et remis à la commission constitutionnelle. Celle-ci approuve son rapport le 15 décembre 2010, sans modifier fondamentalement la proposition faite par les pouvoirs publics d'Estrémadure. Le Congrès confirme le texte de 91 articles mais y ajoute des dispositions additionnelles, notamment sur la commission mixte pour les affaires économiques et fiscales et sur la possibilité de création d'une force de police propre à la communauté autonome. Le 21 décembre, le projet de loi organique est approuvé par 341 voix pour, trois voix contre et une abstention.
Le Sénat, tant au niveau de la commission générale des communautés autonomes que de la séance plénière, n'adopte aucun amendement, de telle sorte que le nouveau statut n'a pas à être de nouveau soumis à l'examen du Congrès. Par 240 suffrages favorables et une abstention, les sénateurs valident la réforme le 19 janvier 2011. Publiée dix jours plus tard, la loi organique entre immédiatement en vigueur et abroge le statut de 1983.

## Contenu

### Principes généraux
Le statut affirme « l'identité régionale historique » de l'Estrémadure, qui constitue une communauté autonome — au sein de l'unité de la Nation espagnole — formée des provinces de Badajoz et de Cáceres, avec Mérida comme capitale. L'Assemblée (Asamblea), formée de 65 députés au plus, assume le pouvoir législatif, budgétaire et de contrôle du gouvernement. Le pouvoir exécutif revient au président — représentant suprême de la communauté autonome — et son gouvernement, appelée la Junte (Junta).

### Structuration
Le statut d'autonomie est organisé ainsi : 
| Partie                      | Titre                                                     | Articles                    | Contenu |
| --------------------------- | --------------------------------------------------------- | --------------------------- | --- |
| Préambule                   | Préambule                                                 | Préambule                   | Revendications historiques de l'Estrémadure                                                                                  |
| Titre préliminaire          | Titre préliminaire                                        | 1-7                         | Proclamation de l'autonomie, composition territoriale, citoyenneté, symboles, capitale                                       |
| Titre I                     | Compétences de la communauté autonome d'Estrémadure       | 8-14                        | Compétences exclusives, de développement, d'exécution                                                                        |
| Titre II                    | Des institutions d'Estrémadure                            | 15-48                       | Compétences, pouvoirs et fonctions de l'Assemblée, du président, du gouvernement, des instances consultatives et de contrôle |
| Titre III                   | Du pouvoir judiciaire                                     | 49-52                       | Participation au pouvoir judiciaire de l'État                                                                                |
| Titre IV                    | De l'organisation territoriale                            | 53-60                       | Structuration territoriale, compétences des collectivités infra-régionales, relations territoriale, finances locales         |
| Titre V                     | Des relations institutionnelles de la communauté autonome | 61-72                       | Relations avec les institutions de l'État, avec les autres communautés autonomes, action extérieure                          |
| Titre VI                    | De l'économie et des finances                             | 73-90                       | Principes généraux de politique économique, budget, fiscalité, patrimoine                                                    |
| Titre VII                   | De la réforme du statut                                   | 91                          | Conditions de modification du statut                                                                                         |
| Dispositions additionnelles | Dispositions additionnelles                               | Dispositions additionnelles | Transferts des moyens de l'État, commission mixte État-Junte, impôts cédés, compétence sur la sécurité publique              |
| Dispositions dérogatoires   | Dispositions dérogatoires                                 | Dispositions dérogatoires   | Suppression de toute norme de rang égal ou inférieur contraire au statut                                                     |
| Dispositions finales        | Dispositions finales                                      | Dispositions finales        | Entrée en vigueur |